# Bolešov
Bolešov este o comună slovacă, aflată în districtul Ilava din regiunea Trenčín. Localitatea se află la altitudinea de 230 m deasupra n.m., se întinde pe o suprafață de 14,95 km2 și în 2017 număra 1.563 de locuitori.

## Istoric
Localitatea Bolešov este atestată documentar din 1331.

## Demografie
| An:                | 1994 | 2004   | 2014   | 2024   |
| ------------------ | ---- | ------ | ------ | ------ |
| Număr de persoane: | 1397 | 1460   | 1530   | 1584   |
| Diferență:         |      | +4,50% | +4,79% | +3,52% |

| An:                | 2023 | 2024   |
| ------------------ | ---- | ------ |
| Număr de persoane: | 1574 | 1584   |
| Diferență:         |      | +0,63% |